# Alemanha nos Jogos Olímpicos de Verão de 1896
A Alemanha participou dos Jogos Olímpicos de Verão de 1896, em Atenas, na Grécia.
Os alemães foram a terceira nação mais bem sucedida em termos de medalhas de ouro (6 + 1 como parte de uma equipa mista) e total de medalhas (13). A ginástica foi o esporte onde a Alemanha que se destacou. O time alemão teve 75 participações em 26 eventos (dos quais 48 participações foram em 8 eventos de ginástica).

## Delegação
| Esporte        | Nº de atletas | Representantes |
| -------------- | ------------- | --- |
| Atletismo      | 5             | Carl Schuhmann*, Friedrich Traun*, Fritz Hofmann*, Karl Galle e Kurt Dörry |
| Ciclismo       | 5             | August von Gödrich, Bernhard Knubel, Joseph Rosemeyer, Joseph Welzenbacher e Theodor Leupold                                                                                       |
| Ginástica      | 11            | Alfred Flatow, Carl Schuhmann*, Fritz Hoffmann*, Fritz Manteuffel, Georg Hillmar, Gustav Flatow, Gustav Schuft, Hermann Weingärtner, Karl Neukirch, Konrad Böcker e Richard Röstel |
| Halterofilismo | 1             | Carl Schuhmann* |
| Lutas          | 1             | Carl Schuhmann* |
| Tênis          | 1             | Friedrich Traun* |
| Total          | 19            | |

- Competiu em mais de uma modalidade

## Medalhas
| Alfred Flatow Carl Schuhmann Conrad Böcker Fritz Hofmann Fritz Manteuffel Georg Hilmar | Gustav Flatow Gustav Schuft Hermann Weingärtner Karl Neukirch Richard Röstel |

| Alfred Flatow Carl Schuhmann Conrad Böcker Fritz Hofmann Fritz Manteuffel Georg Hilmar | Gustav Flatow Gustav Schuft Hermann Weingärtner Karl Neukirch Richard Röstel |